# Nicolás Verona
Nicolás Verona (Gallipoli, Lecce, Italia, 9 de marzo de 1896-Mar del Plata, provincia de Buenos Aires, ídem, 5 de septiembre de 1949) fue un músico, compositor y director de orquesta dedicado a los géneros del jazz y del tango.

## Actividad profesional
Empezó muy chico a aprender música con su padre, que era egresado del Conservatorio San Pedro de Nápoles que en 1904 lo llevó a residir en Montevideo, donde Verona a la edad de 11 años compuso su primera obra, el vals Sobre el campo de Masoyer. Más adelante, viviendo ya en Buenos Aires, dio una audición de piano en el salón del diario La Prensa que recibió buenos comentarios y a partir de allí trabajó profesionalmente como ejecutante y compositor. Trabajó con compañías líricas en teatros y después se dedicó a la música de tango integrando el conjunto de Eduardo Arolas en el cabaré Montmartre y colaboró en la película sin sonido Alma criolla. Fue uno de los primeros músicos que se dedicó al jazz en Argentina, llegando a destacarse en ese género.
Fue socio fundador-protector de “Revista Musical”. Durante muchos años se presentó con su conjunto de jazz en el Cine Real de la calle Esmeralda a metros de avenida Corrientes amenizando la proyección de películas sin sonido, además de hacerlo en otros cines así como teatros y radios. Como compositor se recuerdan dos obras que grabó Carlos Gardel: el pasodoble Puñadito de sal que compuso sobre letra de Lito Más  y el tango Una lágrima (registrado en 1926 y en 1920), que hizo  sobre versos de Eugenio Cárdenas. También compuso los tangos Alma nacional grabado en Electra, Aurora pampeana, Cariño gaucho registrado por Cooperativa Editorial de Música, Gitanillo, Mojarrita con letra de Cadícamo, Piedra libre, Qué papa estar en presidio, Se alquila departamento, Tabarín y Tarasca, el vals Nostalgias que grabó la orquesta de Juan Guido, el fox-trot Como me gusta el chofer, grabado por el conjunto de jazz de Adolfo Carabelli para RCA Victor al igual que el anterior,  así como pasodobles, valses, fox-trots, zambas y piezas de otros géneros.
Verona falleció en Mar del Plata (provincia de Buenos Aires) el 5 de septiembre de 1949.